# Ola Kaibjer
Karl Ola Kajbjer (ur. 28 marca 1979 w Arlöv) – szwedzki szermierz.

## Życiorys
Reprezentował Szwecję na Letnich Igrzyskach Olimpijskich w 1988 oraz Letnich Igrzyskach Olimpijskich w 1992 roku.
Zdobył brązowy medal (indywidualnie) w florecie na Mistrzostwach Europy w Szermierce w 1992